# Назимко Петро Сергійович
Петро Сергійович Назимко (8 грудня 1933 в селі Хотівля Городнянського району — 14 лютого 2020) — український вчений, освітянин.

## Життєпис
1953 року закінчив Городнянське педагогічне училище, 1958 — Київський державний університет ім. Тараса Шевченка.
Працював у комсомолі, райкомі, обкомі, ЦК ЛКСМУ.
Протягом 1967—1995 років працював в системі підвищення кваліфікації, директором і завідувачем кафедри Республіканської комсомольської школи при ЦК ЛКСМ України.
В 1995—1999 проректор-директор Інституту підвищення кваліфікації кадрів Української академії державного управління при Президентові України, з 1999 — радник ректора академії.
Є автором понад 200 наукових публікацій, співавтор більш як 20 робіт по організації і методиці підвищення кваліфікації державних службовців та посадових осіб місцевого самоврядування.

## Нагороди та відзнаки
Кандидат історичних наук, професор. Заслужений працівник освіти України. Академік української академії з державного управління.
- Орден «Знак Пошани»,
- Орден «За заслуги» 3 ступеня,
- Медаль «За освоєння цілинних земель»,
- Медаль «Ветеран праці»,
- Почесна грамота президії ВР УРСР,
- Почесна грамота Верховної Ради України,
- Почесна грамота Кабінету Міністрів України
- іншими відзнаками.

Голова Городнянського відділення Чернігівського земляцтва у місті Києві.